# Ville phénicienne La Fonteta

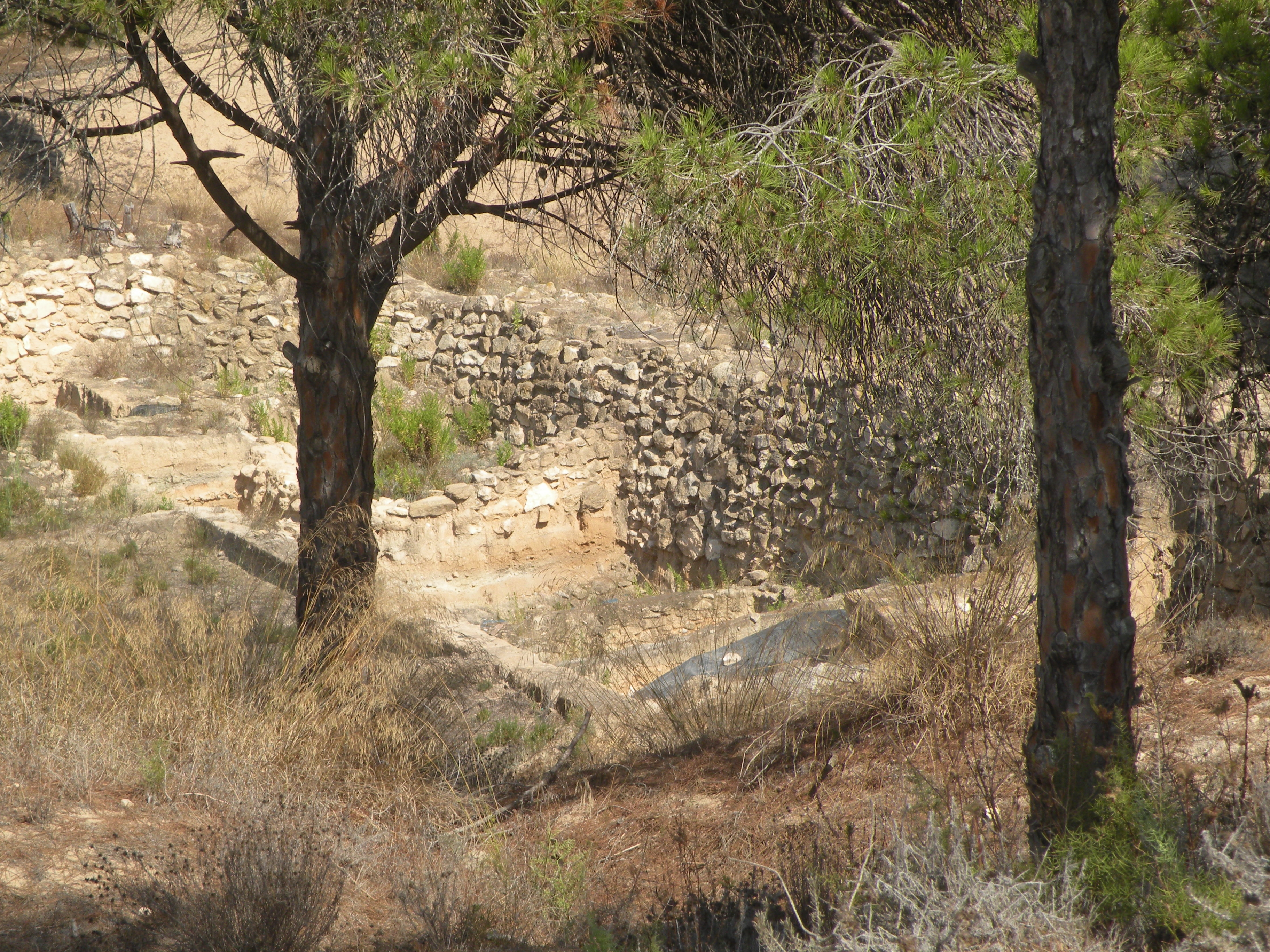
Ruines de la cité à Guardamar

La Ville Phénicienne La Fonteta dans le territoire communal de Guardamar del Segura (Alicante, Espagne), serait une installation phénicienne à l'embouchure de la rivière Segura, datant de la période du VIIIe au VIe siècle av. J.-C. L'étendue de ce qui semble un environnement urbain est d'environ huit hectares, ce qui en ferait une des principales villes phéniciennes de la Méditerranée.

## Présentation
La cité peut être considérée comme l'ancienne Alônis ou Alon, citée dans la Géographie de Pomponius Mela. Certains géographes grecs nommaient Alônis une crique précédée d'un îlot.
Traditionnellement, on assimile ce village à Calanque de Port d'Alon.

Il n'y a pas d'îlot à l'entrée de la calanque de Port d'Alon. Cette île était Tabarca, et le cirque était vraiment la Baie Santa Pola.

 Le nom d'Alônis ne signifie rien de particulier en Grec ancien. En revanche, ce nom peut avoir un sens en phénicien, comme en témoigne Plaute : 
Dans sa pièce intitulée Pœnulus (c’est-à-dire "Le petit Carthaginois"), le comique latin Plaute met en scène un malheureux carthaginois égaré dans Rome. Celui-ci s'exprime dans un sabir mélangeant phénicien et latin. 
Il évoque les alonim et les alonoth, autrement dit les dieux et les déesses. "Alon" signifierait donc "dieu". 
Il y a des ruines d'ateliers métallurgiques à La Fonteta qui expliquent beaucoup de questions du début de la sidérurgie dans la protohistoire de la Méditerranée occidentale. En plus on a trouvé un vaste répertoire typologique de céramiques phéniciennes : amphores, assiettes, vernis rouge, céramique grecque ancienne, et d'objets rituels comme œufs d'autruche, ivoire, etc. L'apparition d'éléments architectoniques réutilisés dans la muraille prouvent l'existence d'un Temple.

### Sources
- (es) Cet article est partiellement ou en totalité issu de l’article de Wikipédia en espagnol intitulé « Ciudad portuaria fenicia La Fonteta » (voir la liste des auteurs).